# Ripattoni
Ripattoni è una frazione del comune di Bellante (provincia di Teramo).

## Storia
Il nome Ripattoni (in alcuni documenti Ripattone) deriva da Ripa Actonis, ossia "Rupe di Attone". 
Il toponimo fa riferimento alla posizione del borgo, situato nei pressi di rupi a strapiombo, e al feudatario Attone di Todino, capostipite dei signori di Bellante.

Non si conosce la data di costruzione del paese. 
Si ipotizza che la costruzione di Ripattoni anticipi quella di Bellante grazie al fatto che la sua posizione a strapiombo favorisse la difesa. 
Nel torrione baronale si rinvengono tecniche costruttive che precedono l'anno 1000, intorno al quale si presume sia stato costruito Bellante. 
Antiche informazioni derivano dal documento chiamato Catalogus baronum.

Nel maggio 1286 Ripattoni fu incendiata nel corso della  "guerra dei baroni teramani" contro le truppe di Carlo I d'Angiò. 
I baroni erano guidati da Gualtieri junior di Bellante.
In quel momento Ripattoni era in possesso di Matteo di Canzano che non aveva aderito alla lega e che era rimasto fedele al francese. 
L'episodio dimostra che nel 1286 Ripattoni non era più in possesso dei signori di Bellante.
Rimasto per secoli sotto il dominio di diverse famiglie aristocratiche (principalmente i Duchi di Atri, della casata Acquaviva), nel periodo napoleonico il paese aveva il titolo di "Comune" o "Università", pur essendo unito a Bellante dal punto di vista amministrativo (i due comuni avevano un unico sindaco e un'unica amministrazione, con sede a Bellante); in epoca borbonica il Comune di Ripattoni venne invece associato a quello di Mosciano S. Angelo. Dopo l'Unità d'Italia, il Comune di Ripattoni fu definitivamente soppresso ed il suo territorio, comprendente la località di San Mauro, rimase accorpato a Mosciano. Nel 1929 Ripattoni divenne frazione di Bellante; tra gli anni '70 e '80, infine, i nuovi quartieri sviluppati lungo la S. S. 80, fino ad allora noti come "Ripattoni Stazione", vennero denominati "Bellante Stazione".

## Monumenti e luoghi d'interesse

### Torre degli Acquaviva e torrione circolare

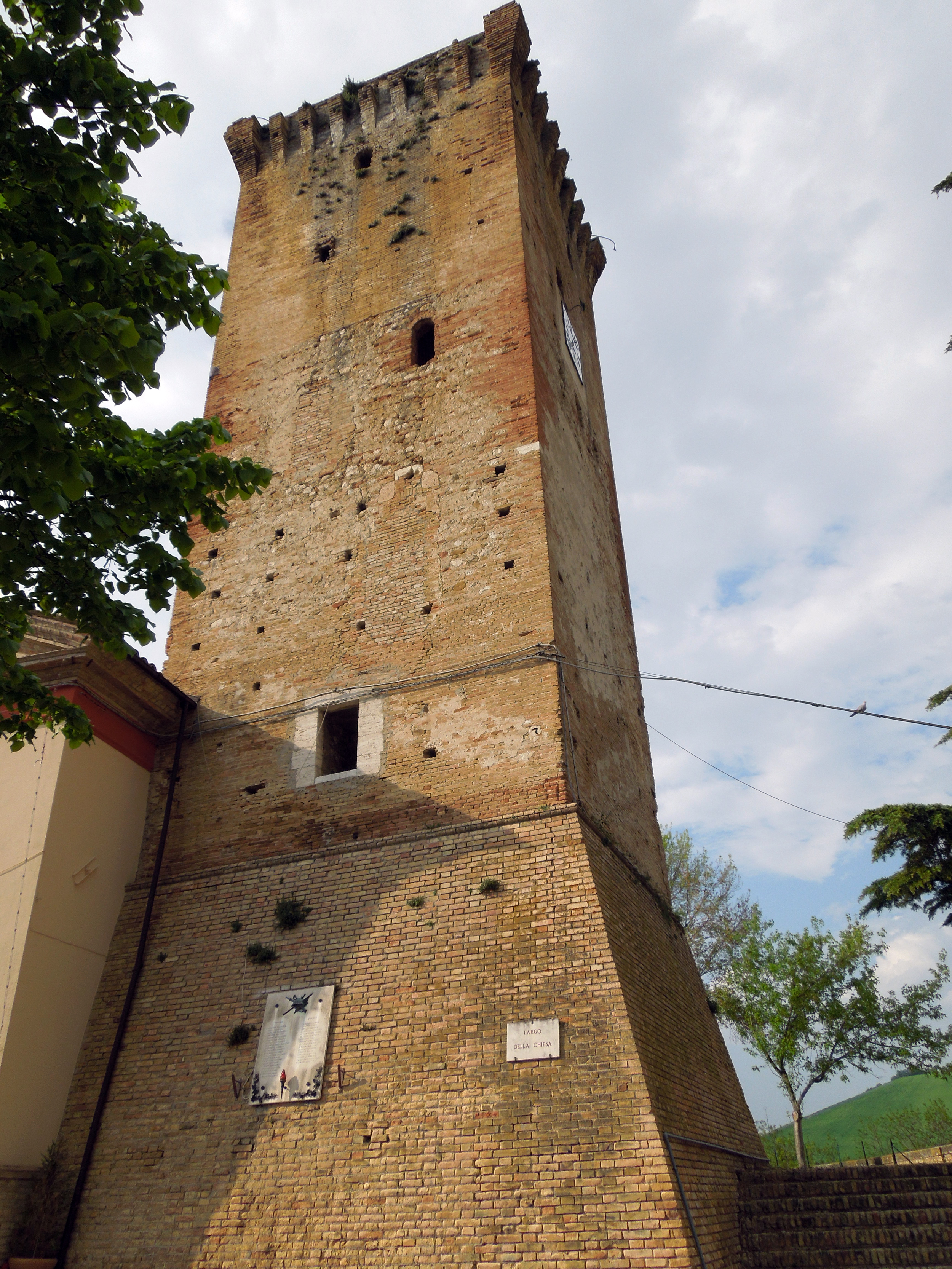
Torre degli Acquaviva

Il monumento più caratteristico del paese, visibile anche a diversi chilometri di distanza, è la Torre degli Acquaviva a pianta quadrangolare. Già dal 1150 svetta sul borgo di Ripattoni. Nata per scopi militari, dovuti alla posizione strategica in cui sorge, ha subito nel corso degli anni varie trasformazioni. Con l'entrata di Ripattoni nel feudo degli Acquaviva nel 1279, il borgo fu fortificato e probabilmente fu fortificata anche la torre. Sui quattro lati, la struttura presenta una diastasi centrale che lascia pensare a una parte aggiunta, coronata con una merlatura ghibellina tipica delle fortezze acquavivane. A seguito della costruzione della chiesa di San Giustino, la torre medievale perde la sua funzione militare, diventando campanile della parrocchia, e, più tardi, torre civica. Oggi la struttura, realizzata in pietre e laterizi, è ancora imponente, nonostante la totale scomparsa dei merli che la coronavano. Sono visibili anche i resti delle aperture medievali, alcune delle quali chiuse nel Novecento. Un intervento di consolidamento, negli anni trenta del '900, ha portato alla realizzazione di un muro di sostegno a scarpa, a seguito della perizia svolta da Francesco Patella, tuttora visibile nella parte inferiore.
Una torre molto più piccola, a pianta circolare, realizzata con ciottoli e apparentemente più antica, si trova nella parte bassa del borgo, sul versante meridionale, ed è nota come "il torrione"; nella stessa area è visibile un lacerto di muro con una apertura ad arco, forse un'antica porta della scomparsa cinta muraria.

### Chiesa di San Silvestro e San Giustino
Ai piedi della torre maggiore, si trova la chiesa di S. Silvestro e S. Giustino. Si tratta di un edificio risalente agli anni 1882-1883, costruito in sostituzione di una chiesa più antica, sempre col titolo di San Silvestro, che sorgeva qualche metro più a ovest, verso il dirupo. Due manufatti in pietra scolpita, presenti nel tempio attuale, provengono probabilmente dalla chiesa precedente: il fonte battesimale ed un capitello medievale riutilizzato come acquasantiera. Anche un grande quadro della Madonna del Rosario, con i santi Domenico, Caterina, Silvestro (quest'ultimo raffigurato con il paese di Ripattoni tra le braccia, ed il cartiglio "S. Silvester P. Ripactonis Patronus"), recante la data 1756 (che però è forse l'anno di un rimaneggiamento) e appartenente alla vecchia chiesa, è oggi custodito nell'edificio ottocentesco. Quest'ultimo è a navata unica, con soffitto a volta ribassata; degli altari laterali, demoliti, restano le nicchie con alcune statue di santi, mentre sono integralmente conservati gli affreschi degli anni '30: il catino absidale è decorato da immagini del Cristo e dello Spirito Santo fra gli angeli, la volta della navata ha un dipinto, recante la firma del pittore teramano Ugo Sforza e la data 1937, con un santo vescovo, presumibilmente Giustino, che veglia su Ripattoni dal cielo.

### Palazzo Saliceti
Altro edificio di rilievo è Palazzo Saliceti, che apparteneva in realtà alla famiglia di Maria Giuseppina Ippoliti, madre del patriota Aurelio Saliceti. La data di costruzione dell'edificio si colloca tra il XVI e il XVII secolo. Nel piano terra del Palazzo, attualmente riaperto e reso agibile alcuni anni dopo il terremoto del 2009, si trova il piccolo Teatro comunale; ai piani superiori, un tempo adibiti a scuola elementare, rimangono alcuni saloni riccamente affrescati con scene mitologiche e allegoriche, raffiguranti divinità classiche e le Quattro Stagioni.

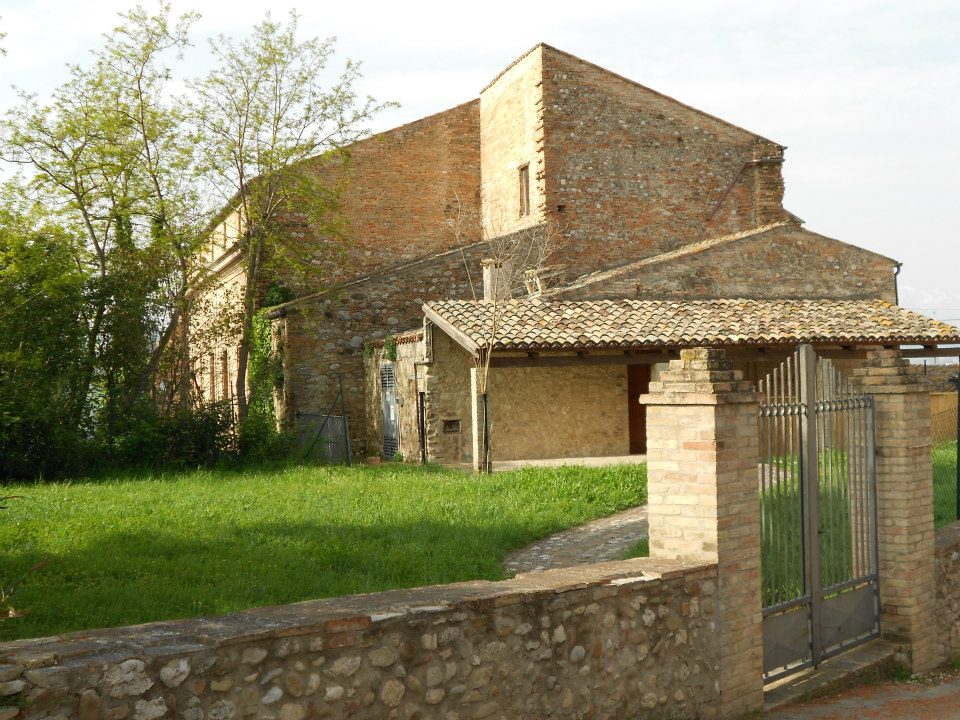
Palazzo Saliceti, accesso piano superiore
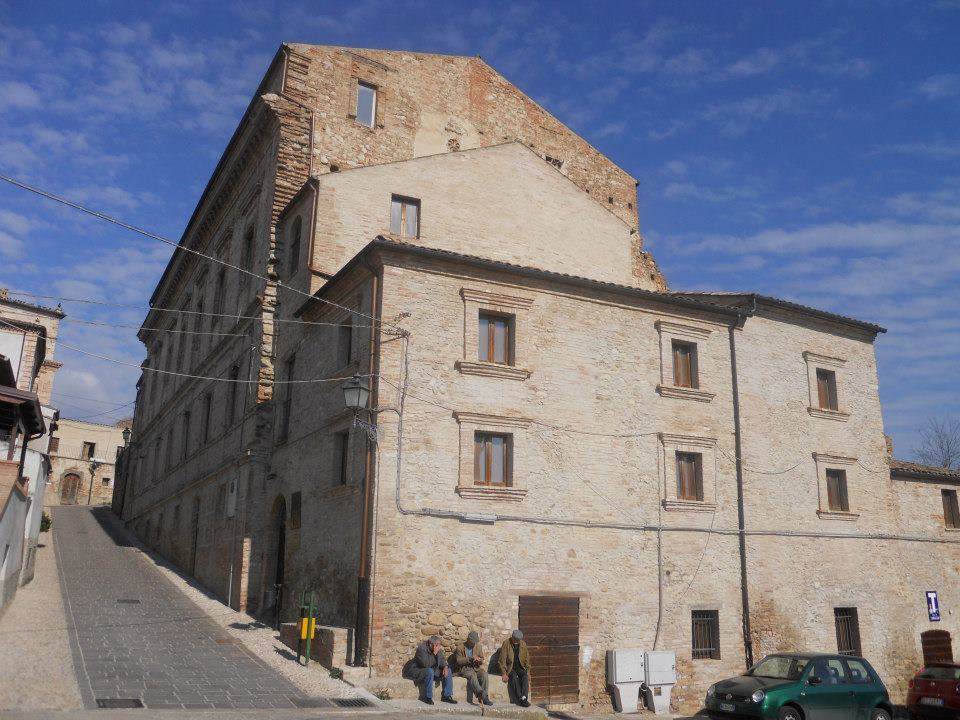
Palazzo Saliceti, da Piazza Roma
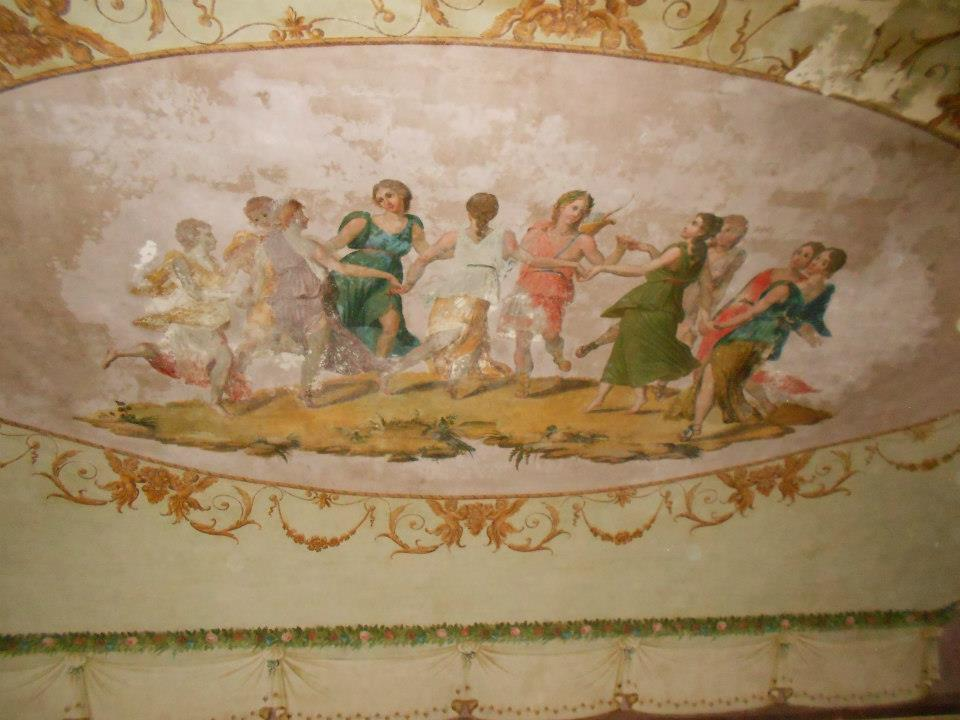
Affresco del Piano Nobile del Palazzo, ove nacque Aurelio Saliceti
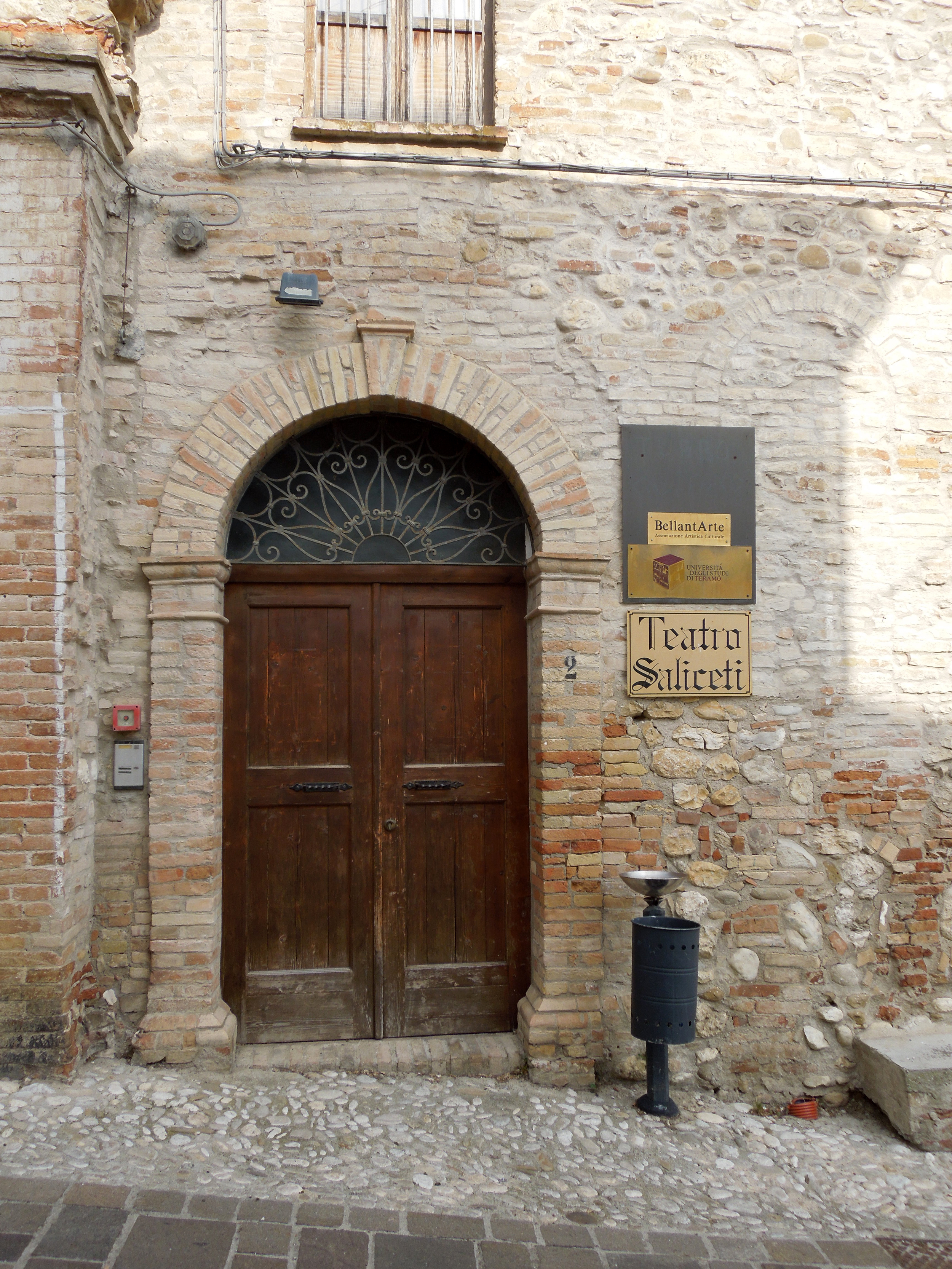
Ingresso laterale di Palazzo Saliceti
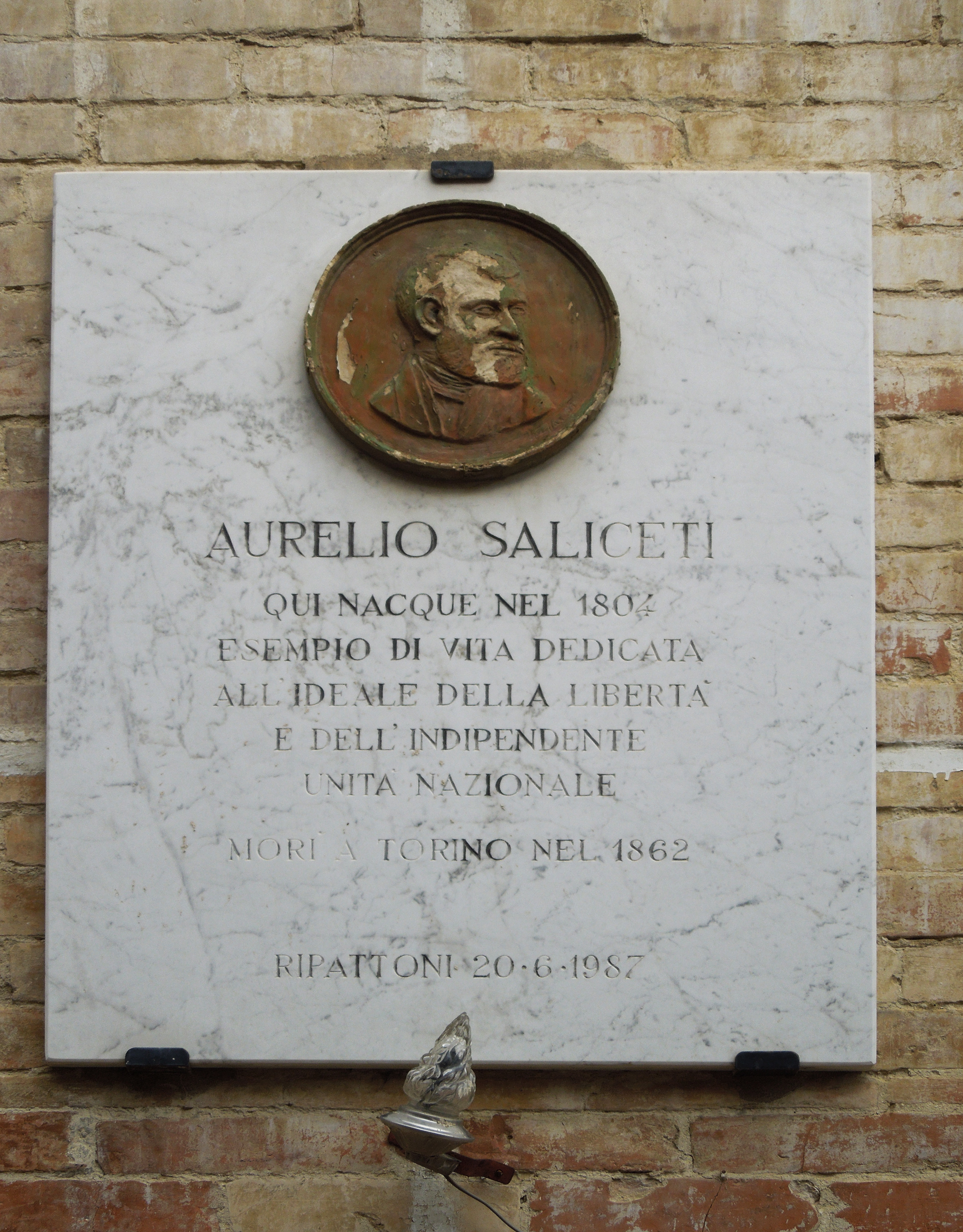
Lapide commemorativa dedicata ad Aurelio Saliceti

### Palazzo Moruzzi
Nei pressi del Palazzo Saliceti vi è il Palazzo Moruzzi, dal nome della famiglia che lo ha acquistato nel 1875. L'epigrafe rinvenuta sulla chiave di volta del portale d'ingresso reca la data del 1810, molto probabilmente data di edificazione. Le poche notizie sull'edificio dicono che nasce come casa canonica, e che nel corso degli anni passa spesso di proprietà.
Una data importante per le sorti della fabbrica è il 1993, quando cessa la proprietà privata dei Moruzzi e comincia a passare nelle mani di diverse ditte immobiliari. Successivi progetti di riqualificazione non verranno attuati in quanto la struttura verrà posta sotto sequestro e all'asta dal Tribunale di Teramo. Attualmente il Palazzo Moruzzi versa in condizioni di completo abbandono.

### Santuario di Santa Maria in Herulis

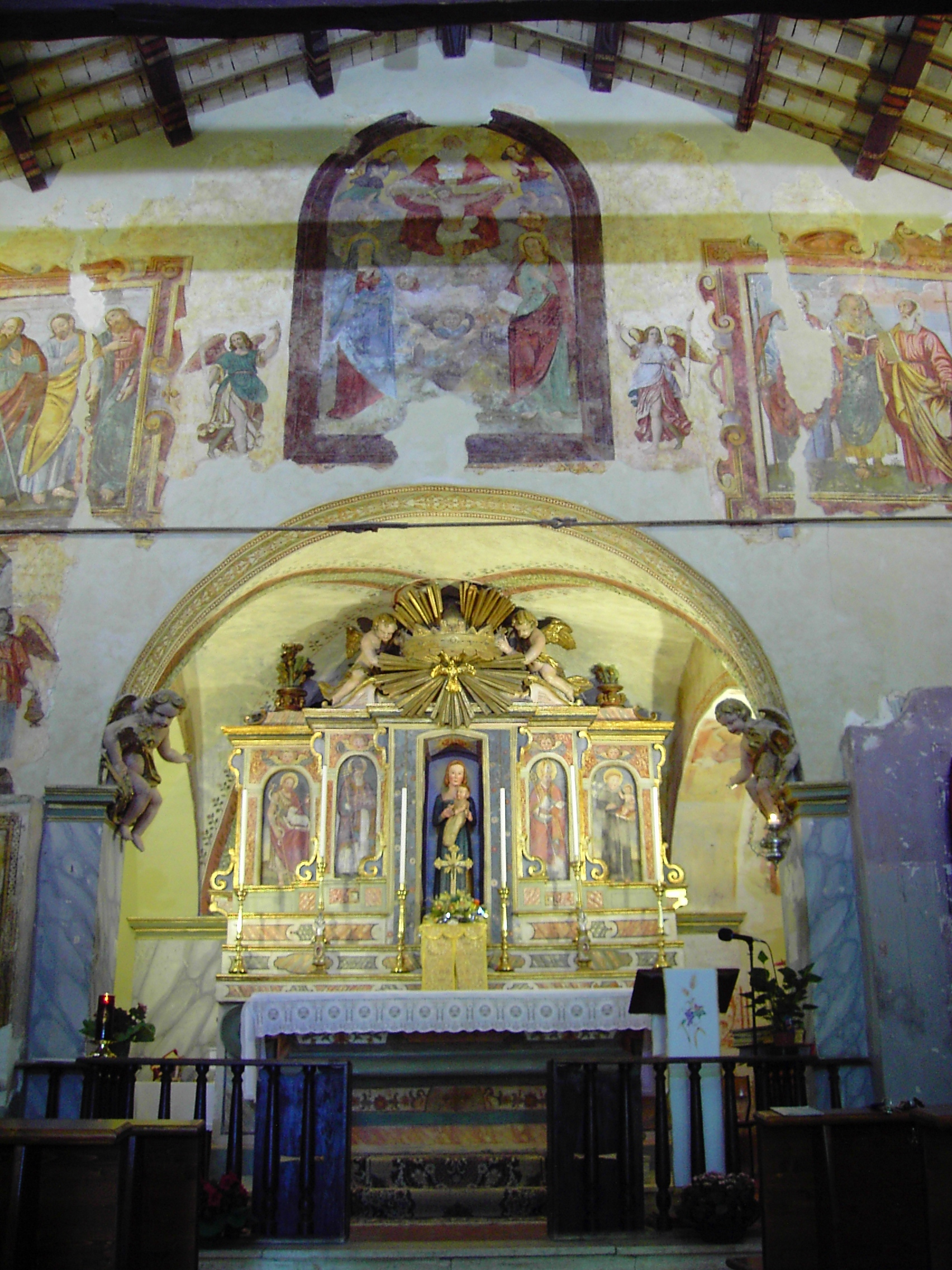
Interno del Santuario di Santa Maria in Herulis

A circa un chilometro dal paese, sorge la chiesa parrocchiale di Santa Maria in Herulis: fondata probabilmente in età altomedievale, fu riedificata e rimaneggiata nei secoli seguenti. La parete destra della sacrestia conserva una porzione dell'edificio pre-romanico, con una monofora strombata, mentre all'esterno della parete sinistra è collocata una mattonella con la data 1693, anno di un probabile restauro. Nei muri della navata sono inseriti materiali probabilmente recuperati dalle rovine di una villa romana preesistente, come i blocchi di opus spicatum sul fianco sinistro dell'edificio. All'interno, a navata unica, con copertura a capriate dipinte con motivi geometrici, si trovano affreschi e stucchi di varie epoche: nella zona a destra del presbiterio sono visibili i resti di pitture del primo Quattrocento (gli Evangelisti, un trittico della Vergine tra una santa martire e sant'Eligio, due figure di santi); nel grande spazio sopra l'arco trionfale campeggiano affreschi, di periodi differenti (forse a causa di rifacimenti e restauri, ma ascrivibili in linea di massima all'età rinascimentale e barocca), ripartiti in tre riquadri, con gli Apostoli nei pannelli laterali, la Trinità in quello centrale, assieme alla Vergine e s. Giovanni evangelista; tra un riquadro e l'altro, sono raffigurati due angeli con candele ed uno con un incensiere. Sulla parete destra, un affresco votivo, forse seicentesco, raffigurante l'Arcangelo Raffaele, e un altro, sempre dei secoli XVI-XVII, ma ridotto oramai ad un frammento, rappresentante la Pietà, che un tempo sovrastava un altare laterale oggi scomparso. Notevole il polittico in muratura che funge da pala all'Altare maggiore, e al cui centro si trova la nicchia con la trecentesca statua della Madonna col Bambino, opera di scuola umbra con influssi francesi. La scultura venne trafugata nel 1979, e recuperata nel 1986. Furono rubati anche degli arredi sacri, mai ritrovati, tra cui un grande quadro della Madonna del Carmine, che si trovava sul seicentesco altare laterale di sinistra. Sfortunatamente distrutti, in seguito ai pesanti interventi degli anni '50, la cantoria in legno, un tempo situata sopra l'ingresso principale e corredata di organo a canne del quale si sono ugualmente perse le tracce, e il portale in pietra, con lunetta affrescata, descritto da Vincenzo Balzano. Da notare che, pur trovandosi fuori dal paese, S. Maria risulta chiesa parrocchiale di Ripattoni già in un documento del 27 dicembre 1485, anche se per comodità i Sacramenti erano amministrati nella chiesa di S. Silvestro. Il 2 luglio 2019 il Vescovo di Teramo-Atri mons. Lorenzo Leuzzi ha eretto la chiesa in Santuario diocesano.

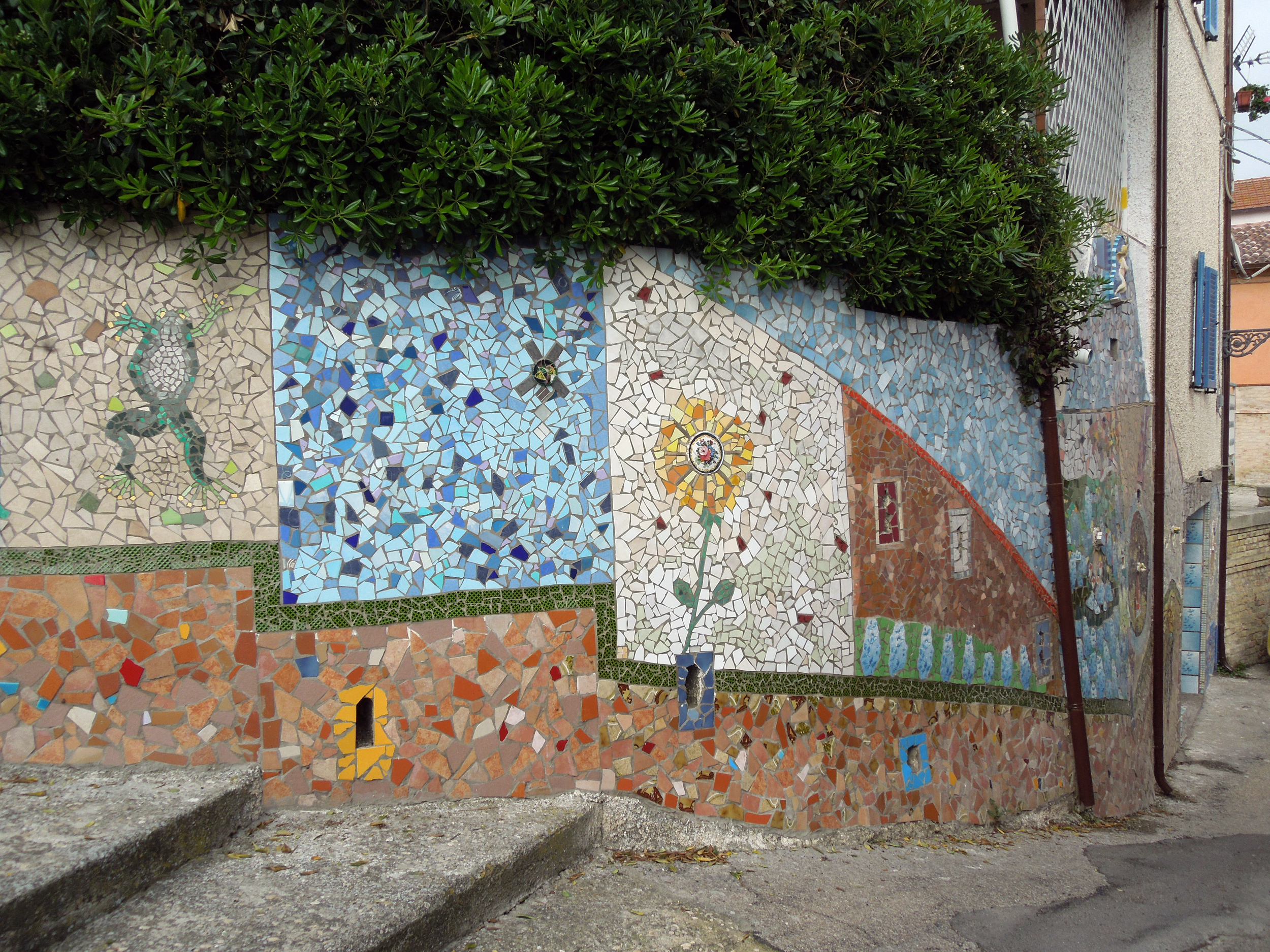
Il museo ToKe.